# フィアット・500X
500X (チンクェチェント・エックス) は、イタリアのフィアットが同ブランドでヨーロッパ市場ならびに北米市場向けに販売するコンパクトクロスオーバーSUV（CUV）である。開発はフィアットとその傘下であるアメリカのクライスラーが共同で行った。

## 概要
フィアット・セディチの後継車種として開発され、2014年10月のモンディアル・ド・ロトモビルでワールドプレミア。
500の一員となるべく、500L/500L リビング同様、500のデザインモチーフを随所に反映させているのが特徴である。
ジープブランドで販売されるレネゲードは500Xと基本メカニズムの大半を共用する兄弟車であり、ともにイタリア・メルフィにあるSATAで生産される。

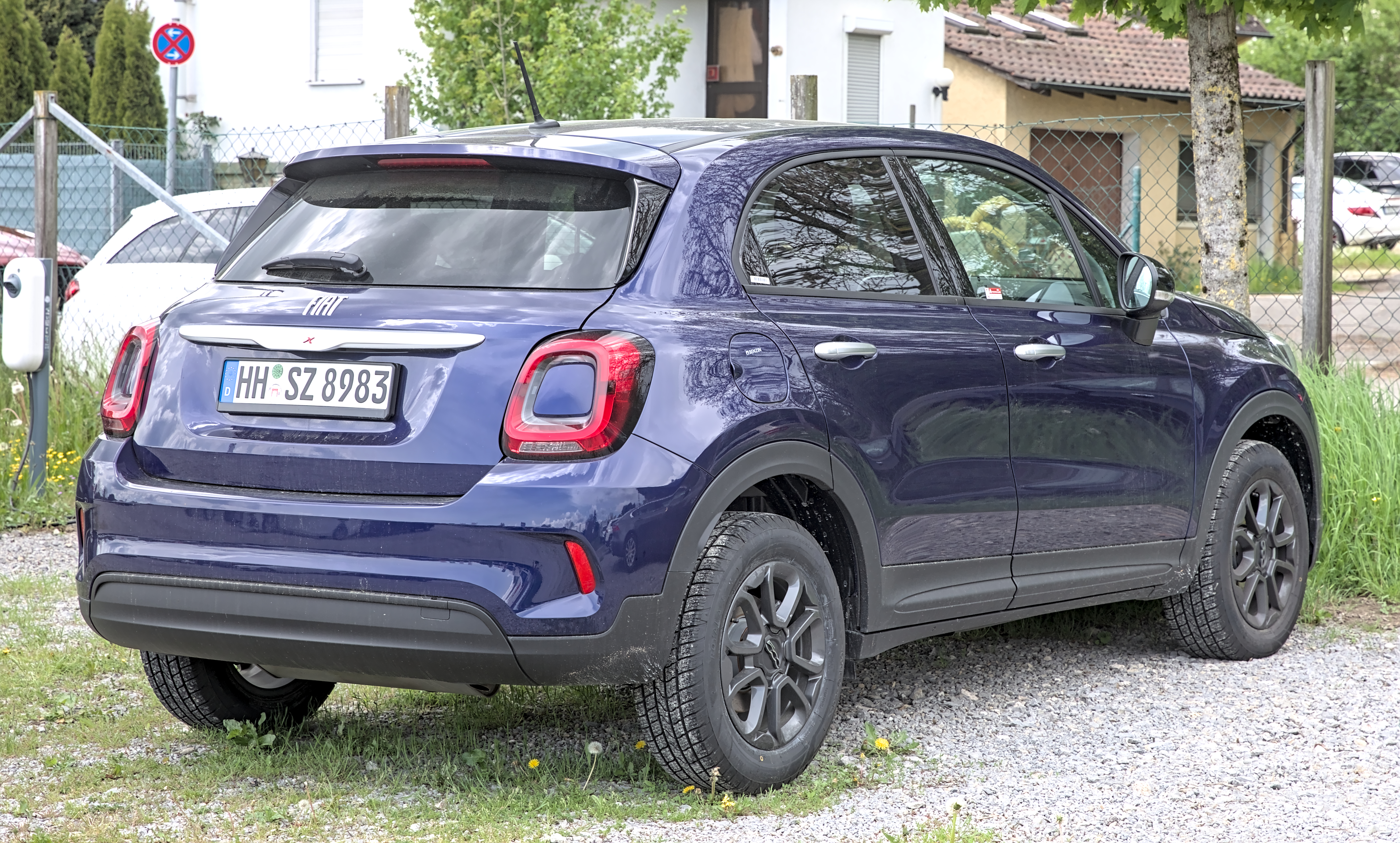
2022年改良モデル リア

## 日本での販売
2015年6月8日、日本でも2015年秋に発売することを発表し、ティザーサイトをオープンした。日本仕様は全車後述の1.4Lマルチエアとなり、FF車（シティルックの「POP STAR」「POP STAR PLUS」）は6速デュアルクラッチトランスミッション（DCT）が、4WD（オフロードルックの「CROSS PLUS」）には9速ATが組み合わされる。
その後、同年9月29日に翌月24日より発売を開始すると発表、10月24日より発売が開始された。
2016年10月29日、日本での発売一周年を記念した500X初の限定仕様車「Fiat 500X Black Tie」「Fiat 500X Yellow Cross」を発売。「Black Tie」が100台、「Yellow Cross」が140台の限定。「Black Tie」は「PopStar Plus」をベースに、限定色のブラックボディカラーに500Xでは初めてレザーシートを装備。また、フィアットブランド車として初めて「アダプティブクルーズコントロール」を標準装備し、特別装備としてBeatsAudio プレミアムサウンドシステムスピーカー、17インチのブラックアルミホイールを装備する。「Yellow Cross」は「Cross Plus」をベースに、「Black Tie」同様アダプティブクルーズコントロールを標準装備した。それ以外に、18インチのブラックホイール、ブラウンカラーのレザーシートを特別装備として追加している。
2017年7月1日、仕様向上を行い「Pop Star」はバイキセノンヘッドランプやクラッシュミティゲーション（衝突被害軽減ブレーキ）付の前面衝突警報、レーンデパーチャーウォーニング（車線逸脱警報）を新たに標準装備し、シートカラーバリエーションにアイボリー／ダークグレーを追加。アルミホイールも新デザインの17インチタイプを採用した。「Pop Star Plus」と「Cross Plus」は、これまで特別仕様車で装備されていたアダプティブクルーズコントロールを標準装備し、ブラウン／ダークグレーシートカラーの色調変更、ブラック／ダークグレー内装を追加した。
2018年2月22日、一部改良を行い同日より発売。全グレードでインフォテインメントシステム「Uconnect」の最新世代を採用し、ディスプレイのサイズが7インチに大型化。Apple CarPlayおよびGoogle Android Autoにも対応すると共にセンターコンソールのUSBポートをこれまでの1個から2個に増設。なお、本変更でドライブモードセレクターは最上位グレードの「Cross Plus」のみの設定になる。
2018年10月13日、限定車「Fiat 500X Xtreme」を発売。限定は80台で、「Cross Plus」をベースに専用エクステリアカラーの「シネマブラック」やシルバーの専用デザインを採用した18インチアルミホイール、ブラック/ダークグレーレザーシートを装備しながらも価格を税込339万円とベースグレード車（343万5000円）よりも4万5000円安くした。
2019年5月18日、マイナーチェンジ。エンジンが、新世代のオールアルミ製1.3l直列4気筒「FireFly」ターボエンジンに変更された。同時に、グレード体系が変更され、日本では「500X Cross」と受注生産の「500X」の2タイプになる。
2020年8月22日、新グレード「500X Sport」を発売。大開口のロアインテークスポーツフロントバンパー、ボディ同色サイドスカート、スポーツリアバンパー、19インチ10スポークアルミホイール、ボディ同色ホイールアーチモールディングで低重心感を強調。ステアリングにも専用チューニングが施され、ステアリングホイールとメーターフードにはアルカンターラを採用（ステアリングホイールは本革とのコンビネーション）。シートも、「500X Cross」に比べて高さを13mm低くしたブラックレザーシートを採用した。
2022年6月30日、限定車「500X Comfort」を発売。「500X Cross」をベースに、ヘッドライトならびにフォグランプを受注生産の500X同様ハロゲン式にし、シートをヒーター機能付ファブリックシートに変更。また、ベースモデルよりも外径をサイズアップした18インチアルミホイールを採用しつつも、価格を「500X Cross」に比べて10万円安く抑えている。カラーは、ジェラートホワイト、テクノグリーンに加え通常カタログモデルに設定の無いシルバーグレーの3色から選べ、限定は各80台（合計240台）。
2022年8月27日、限定車「500X Infinito」を発売。「500X Cross」をベースに、ルーフをブルー仕上げの電動開閉式ソフトトップに変更。それ以外の装備は「500X Cross」に準ずる。カラーは、ジェラートホワイトのみで限定は100台。
2022年11月29日、仕様変更とグレード再編。既に500eで採用されているフロントの500ロゴ、リアはシンプルなシルバーのFIATロゴに変更された。グレードは「500X Cross」と「500X Sport」の2種になり、注文販売だった「500X」は発売を終了した。「500X Cross」はドアミラーカバーがボディ同色からブラックに変更され、アルミホイールも17インチから18インチにサイズアップした。「500X Sport」には、自動防眩ミラーが標準装備された。カラーはジェラート ホワイト、パッション レッドの2色で「500X Cross」にはファッション グレー（メタリックカラー）が、「500X Sport」にはファッション グレーに加えイタリア ブルー（共にメタリックカラー）がオプションカラーとして設定される。
2023年6月17日、新グレードの「Club」を発売。「500X SPORT」をベースに、一部装備を厳選してシートをFIATのロゴをあしらったモノグラムを使用したファブリックシート（シートヒーター無し）に変更して価格を抑えた。
2024年3月28日、限定車「Brezza」を発売。特別装備として、2022年の限定車「500X Infinito」以来となるソフトトップ（カラーはアイボリー）を採用した。カラーと限定数は、ジェラートホワイトが100台、パッションレッドが50台の計150台。
2024年6月6日、限定車「Sport+」を発売。「Sport」をベースにオリジナルバッジ、オリジナルプレミアムフロアマット、TOPOロゴ入りラゲッジフルカバー、純正ドライブレコーダーを装備しつつも価格を5万円安くしたもの。カラーと限定数はジェラートホワイトが34台、ファッショングレーが30台、パッションレッドが13台。

## メカニズム
プラットフォームは500L同様、GMと共同開発した「GM FIATスモールプラットフォーム」を発展させた「スモールワイド4×4アーキテクチャー」を採用。
エンジンは、ガソリンが「マルチエア」と呼ばれる1.4LのSOHCターボ（出力特性により欧州向け「マルチエア2」と北米向け「マルチエア」の2種が存在）とチェロキーにも搭載される北米向け専用の「タイガーシャーク」と呼ばれる2.4LのSOHC自然吸気エンジンの2種、ディーゼルは「マルチジェット」と呼ばれる1.6Lと2.0Lの2種のSOHCターボをラインナップするが、追って1.3L「マルチジェット」や1.6Lバイフューエル仕様の「E-torQ」も加わる予定である。
トランスミッションはエンジンに応じて組み合わせが異なり、1.4Lガソリンと1.6Lディーゼルにはフィアットパワートレーン（FPT）製6速MTもしくは6速DCTが、2.0Lディーゼルと2.4Lガソリンにはフィアット初となるZF製9速AT（マニュアルモード付）が組み合わされ、2.0Lディーゼルには6MTも設定される。バイフューエルのE-torQと1.3Lディーゼルには5速MTが組み合わされ、全車に電動式パーキングブレーキが備わる。
駆動方式はFFを中心に、4WDもラインナップされ、4WDでATを選択した場合はエンジンの種別に関わらず、全て9速ATとなる。
4WDはクライスラーが主導開発したもので、惰性走行などエンジン負荷が低いときには後輪の駆動力をカットし、一時的にFFとすることで燃費向上に貢献するシステムを採用。尚、この切り替えは運転状況に応じて自動的に行われる。
外観はオンロード志向の「シティルック」とアウトドア志向の「オフロードルック」の2シリーズから構成されるが、販売国によってグレード呼称が異なり、後者の場合、イタリア向けが「クロス」「クロス・プラス」となるのに対し、アメリカ仕様は「トレッキング」「トレッキング・プラス」となる。